# Lo que no sabías
Lo Que No Sabías es el primer álbum de estudio de la banda de ''rock'' alternativo Don Tetto. Fue lanzado el 1 de julio de 2007 y relanzado el 22 de abril de 2008 en una edición especial. La grabación del material se llevó a cabo entre abril y mayo del 2007 en Ártico Récords en la ciudad de Bogotá, contando con la producción de Jorge 'Pyngwi' Holguín.

## Lista de canciones
| N.º | Título                                               | Escritor(es)                        | Duración |  |
| 1.  | «Soledad»                                            | Leongomez Pulecio Medina Valderrama | 3:34     |  |
| 2.  | «Ha Vuelto a Suceder»                                | Leongomez Pulecio Medina Valderrama | 2:58     |  |
| 3.  | «Fallido Intento»                                    | Leongomez Pulecio Medina Valderrama | 3:42     |  |
| 4.  | «Perdido En Un Lugar»                                | Leongomez Pulecio Medina Valderrama | 3:08     |  |
| 5.  | «Yo Estaré Bien»                                     | Leongomez Pulecio Medina Valderrama | 3:50     |  |
| 6.  | «Adicto al Dolor (Lágrimas)»                         | Leongomez Pulecio Medina Valderrama | 4:14     |  |
| 7.  | «Quisiera (feat. Julián Orrego (El Sie7e y/o Rocka)» | Leongomez Pulecio Medina Valderrama | 3:30     |  |
| 8.  | «Adiós»                                              | Leongomez Pulecio Medina Valderrama | 3:33     |  |
| 9.  | «Dime»                                               | Leongomez Pulecio Medina Valderrama | 3:22     |  |
| 10. | «No Es Suficiente»                                   | Leongomez Pulecio Medina Valderrama | 2:56     |  |
| 11. | «Historia»                                           | Leongomez Pulecio Medina Valderrama | 2:52     |  |
| 12. | «Pienso»                                             | Leongomez Pulecio Medina Valderrama | 3:21     |  |
| 13. | «No Estaba Acostumbrado»                             | Leongomez Pulecio Medina Valderrama | 2:41     |  |
| 14. | «Ha Vuelto a Suceder (Versión Fogata)»               | Leongomez Pulecio Medina Valderrama | 2:57     |  |

## Lo Que No Sabías (Edición Especial)
El 22 de abril de 2008, Don Tetto relanzó una edición especial del álbum gracias a la gran aceptación con la que contó su primera edición, incluyendo 3 canciones adicionales en medio físico y 4 en medio digital, entre ellas un cover de «Auto Rojo», canción de la banda Vilma Palma e Vampiros.
| Lo Que No Sabías (Edición Especial) |                                                      |                                     |          |  |
| N.º                                 | Título                                               | Escritor(es)                        | Duración |  |
| 1.                                  | «Auto Rojo»                                          | Vilma Palma e Vampiros              | 3:34     |  |
| 2.                                  | «Soledad»                                            | Leongomez Pulecio Medina Valderrama | 3:31     |  |
| 3.                                  | «Ha Vuelto a Suceder»                                | Leongomez Pulecio Medina Valderrama | 2:58     |  |
| 4.                                  | «Fallido Intento»                                    | Leongomez Pulecio Medina Valderrama | 3:42     |  |
| 5.                                  | «Perdido En Un Lugar»                                | Leongomez Pulecio Medina Valderrama | 3:08     |  |
| 6.                                  | «Yo Estaré Bien»                                     | Leongomez Pulecio Medina Valderrama | 3:50     |  |
| 7.                                  | «Adicto al Dolor (Lágrimas)»                         | Leongomez Pulecio Medina Valderrama | 4:14     |  |
| 8.                                  | «Quisiera (feat. Julián Orrego (El Sie7e y/o Rocka)» | Leongomez Pulecio Medina Valderrama | 3:30     |  |
| 9.                                  | «Adiós»                                              | Leongomez Pulecio Medina Valderrama | 3:33     |  |
| 10.                                 | «Dime»                                               | Leongomez Pulecio Medina Valderrama | 3:22     |  |
| 11.                                 | «No Es Suficiente»                                   | Leongomez Pulecio Medina Valderrama | 2:56     |  |
| 12.                                 | «Historia»                                           | Leongomez Pulecio Medina Valderrama | 2:52     |  |
| 13.                                 | «Pienso»                                             | Leongomez Pulecio Medina Valderrama | 3:21     |  |
| 14.                                 | «No Estaba Acostumbrado»                             | Leongomez Pulecio Medina Valderrama | 2:41     |  |
| 15.                                 | «Ha Vuelto a Suceder (Versión Fogata)»               | Leongomez Pulecio Medina Valderrama | 2:57     |  |
| 16.                                 | «El Toke»                                            | Leongomez Pulecio Medina Valderrama | 3:01     |  |
| 17.                                 | «Ha Vuelto a Suceder (Versión Unplugged)»            | Leongomez Pulecio Medina Valderrama | 3:27     |  |
| 18.                                 | «Auto Rojo (Versión Unplugged)»                      | Vilma Palma e Vampiros              | 3:35     |  |

## Personal

### Don Tetto
- Diego Pulecio – Voz principal, guitarra rítmica
- Carlos Leongómez – Guitarra principal
- Jaime Valderrama – Bajo, voz secundaria
- Jaime Medina – Baterías y percusión

### Personal adicional
- Pyngwi – Producción
- Jason Borda – Ingeniero Asistente
- Boris Millán – Mezcla
- Mike Couzzi – Masterización
- Daniel Cardena – Preproducción y arreglos
- Gustavo Forero – Batería en el tema «Adiós»
- Alejandro Reyes – Arte del álbum
- Óscar Vanegas – Fotografía
- Julián Orrego (El Sie7e y/o Rocka ) – Voz en el tema «Quisiera»